# 泰弗罗特
泰弗罗特是德国巴登-符腾堡州的一个市镇。总面积12.00平方公里，总人口1011人，其中男性509人，女性502人（2011年12月31日），人口密度84人/平方公里。